# Sofrologia
A sofrologia é um método de relaxamento dinâmico desenvolvido pelo neuropsiquiatra Alfonso Caycedo de 1960 a 2001 e inclui exercícios físicos e mentais para promover a saúde e o bem-estar. A sofrologia tem sido chamada de “um método, uma prática e uma filosofia” que usa a conexão mente-corpo para aumentar a percepção e a vida consciente, com o objetivo de permitir que os indivíduos criem mais equilíbrio e harmonia em mesmos e no mundo ao seu redor.
As influências na sofrologia incluem a fenomenologia, a hipnose, a ioga, a meditação do budismo tibetano, a meditação zen japonesa, o relaxamento muscular progressivo, o treinamento autógeno, a psicologia, a neurologia, e o método criado contém um conjunto de exercícios que combinam técnicas de respiração e relaxamento, movimentos suaves, visualização criativa, meditação e atenção plena.
Ele reivindica usos benéficos em várias áreas, desde o autodesenvolvimento até o bem-estar. A partir de 2023, existem estudos publicados limitados que validam cientificamente os efeitos benéficos, quantitativos ou qualitativos, do método sofrológico.
A prática é popular em partes da Europa. Na Suíça e na França, é oferecido a estudantes em escolas e pelo menos uma companhia de seguros oferece reembolso em seu plano mais caro.
Desde 2007, o principal centro de câncer francês Instituto Curie oferece aos pacientes da unidade de Oncologia Médica Ambulatorial a oportunidade de participar de sessões individuais de sofrologia para "ajudar os pacientes com câncer a lidar com o sofrimento causado pela doença e seu tratamento, incluindo ansiedade, náusea, fadiga, insônia, e perturbações da imagem corporal."

## Etimologia
A palavra Sofrologia vem de três palavras do grego antigo σῶς/sos ("harmonia"), φρήν/phren ("mente") e -λογία/logos ("estudo, ciência") e significa "o estudo da consciência em harmonia". ou “a ciência da harmonia da consciência”.